# Słowiański Pułk Strzelecki
Słowiański Pułk Strzelecki (ros. Славянский стрелковый полк) – ochotnicza jednostka wojskowa białych podczas wojny domowej w Rosji.
Pod koniec stycznia 1918 r. w Rostowie nad Donem w składzie Armii Ochotniczej został sformowany 41-osobowy oddział wojskowy złożony z rusofilskich uchodźców z Galicji, Bukowiny i Zakarpacia, głównie studentów i młodzieży. Inicjatorami jego utworzenia byli działacze Stowarzyszenia „Czerwona Ruś” i jednocześnie członkowie Rosyjskiej Rady Ludowej Rusi Przykarpackiej Grigorij S. Malec i L.J. Aleksiewicz, którzy uzyskali zgodę gen. Michaiła W. Aleksiejewa.
Oddział uczestniczył w składzie Czechosłowackiego Batalionu Piechoty w tzw. 1 Kubańskim Marszu Lodowym. Dowodził nim praporszczik Bogdan N. Jacew. 21 lutego oddział przeszedł swój chrzest bojowy podczas walki o wieś Lieżanka na granicy Obwodu Dońskiego i Kubańskiego. 9 marca uczestniczył w boju pod Filippowskim Chutorem jako kompania Pułku Korniłowskiego, wykazując dużą odwagę. Następnie brał udział w operacji pod Jekaterynodarem, osłaniając oddziały atakujące miasto od strony stanicy Marininskaja. Do lata 1918 r. liczebność Oddziału wzrosła do ok. 100 żołnierzy. Po poniesieniu dużych strat w licznych walkach, został on przeniesiony na odpoczynek do Noworosyjska, potem do Taganroga, a na koniec do Wołnowachy. W tym czasie na jego czele stał sztabskapitan Piacco, którego wkrótce zastąpił ppor. Aleksandr E. Brojakowski. Tam powrócili do walki. Oddział został wówczas przekształcony w Samodzielny Batalion Karpacko-Rosyjski pod dowództwem kpt. Uskowa. Wobec przygniatającej przewagi wojsk bolszewickich na statkach został przetransportowany na Krym do Kerczu. Stamtąd, po ciężkich walkach, powrócił do Taganroga, gdzie dowództwo objął płk Pisarienko.
W mieście 22 lipca 1919 r. został przeorganizowany w Słowiański Pułk Strzelecki, na czele którego stanął gen. mjr Paweł K. Wicentiew. Żołnierze zaprotestowali przeciwko nowej nazwie, ale bezskutecznie. Zajęcie przez wojska gen. Antona I. Denikina dużych połaci Ukrainy, a szczególnie zdobycie Płoskirowa dało nadzieję na „wyzwolenie” karpackich ziem. 9 sierpnia 2-tysięczny Pułk, uzupełniony ochotnikami, uzbrojeniem i wyposażeniem wojskowym, wyszedł z Taganroga. Podjęto przygotowania do jego powiększenia do wielkości brygady i zmiany nazwy na Karpacko-Rosyjski. Jednakże podczas walk z „machnowcami” 18 sierpnia pułk poniósł ogromne straty. Jego resztki zostały odrzucone za Dniepr, po czym ewakuowano je statkami na Krym. Tam zmarł na tyfus gen. P.K. Wicentiew. Na ich bazie został sformowany 2 Samodzielny Batalion Karpatorosyjski Mieszanego Pułku Strzeleckiego.
Żołnierzem Karpacko-Rosyjskiego Oddziału był były więzień Terezina i Talerhofu, Wasilij R. Wawrik, późniejszy znany poeta i pisarz, znawca ruskiego folkloru, który w 1923 r. we Lwowie opublikował historię Oddziału pt. „Карпаторусы в Корниловском походе и Добровольческой армии”.